# Навкратуса (эсминец)
Навкратуса (греч. Ναυκρατούσα — повелительница морей, греческая колония Навкратис в древнем Египте) — греческий эскадренный миноносец начала 20 века (типа Тиэлла).
К этому типу относились также эсминцы «Логхи», «Тиэлла», «Сфендони».
Эсминец был построен в Великобритании на верфи Yarrow в 1905—1907 годах.

## Мятеж1909 года
В 1909 году Константинос Алфонсатос-Типалдос, в звании капитан-лейтенанта, вступил в «Военный совет» офицеров, руководимых полковником Н. Зорбасом, который вынудил королевский двор и политиков в проведении реформ в армии и в стране. После того как «Совет» стал практически правительственным органом и к нему стали примыкать высшие офицеры флота, амбиции Типалдоса привели его к столкновению с «Советом».
16 октября, во главе 25 младших офицеров, Типалдос захватил на базе ВМФ на острове Саламин 5 находившихся там эсминцев («Сфендони», «Навкратуса», «Аспис», «Тиэлла», «Велос»). Против мятежников выступила, верная правительству, группа броненосцев. Типалдос, на борту эсминца «Сфендони», которым командовал Иоаннис Деместихас, возглавляя группу 3 эсминцев, принял бой с 3 броненосцами в Саламинском проливе. Артиллерийская дуэль продолжилась 15 минут. В результате прямого попадания «Сфендони» получил крен и, во избежание потопления, Типалдос дал команду посадить эсминец на мель. «Навкратуса», «Аспис» и «Идра (броненосец)» получили более лёгкие повреждения. 5 моряков с мятежных эсминцев погибли. Стало очевидно, что у мятежа нет перспектив. Типалдос и 7 его соратников ушли в горы, но были схвачены и были судимы

## Балканские войны
Эсминец принял участие в Балканских войнах 1912—1913 годов.
3 (16) декабря 1912 года, «Навкратуса», в составе греческого флота, ведомого флагманом броненосным крейсером «Авероф», под командованием адмирала Кунтуриотиса принял участие в греческой победе над турецким флотом у Элли .
5 (18) января 1913 года «Навкратуса» наряду с 4 греческими броненосцами и 8 эсминцами принял участие в последовавшей греческой победе над турецким флотом у Лемноса после которой турецкий флот не посмел более выйти из проливов.

## Первая мировая война
В октябре 1916 года корабль был конфискован Антантой, по причине первоначального нейтралитета Греции и был передан французам. Под французским флагом эсминец использовался для противолодочного патрулирования между Алжиром и Тулоном. После официального вступления Греции в войну в июле 1917 года, корабль был возвращён греческому флоту в 1918 году.

## Последующие годы
После капитуляции Османской империи корабль с 1919 года оказывал поддержку греческой армии во время её малоазийского похода. В марте 1921 года «Навкратуса» налетел на скалы Паксимади к юго-западу от острова Милос и затонул.

## Наследники
- Навкратуса (десантный корабль док). Вошёл в состав флота в 1953 году.
- Навкратуса II (десантный корабль док). Вошёл в состав флота в 1971 году.